# Wafmax
Wafmax ist eine Größenangabe für Schiffe. Sie bezeichnet die größten Schiffe, die soeben noch die Containerhäfen Westafrikas anlaufen können. Der Name ist eine Zusammenziehung des Begriffs Westafrikamax. Sie sind bis zu 250,0 m lang, 37,4 m breit und haben einen maximalen Tiefgang von 13,5 m. Dabei haben diese Schiffe eine Containerkapazität von 4500 TEU. Zurzeit (Juni 2011) betreibt nur die dänische Reederei Maersk Schiffe dieser Art im Westafrikadienst.